# چیرو پالمیری
چیرو پالمیری (انگلیسی: Ciro Palmieri؛ زادهٔ ۱ فوریهٔ ۲۰۰۰) بازیکن فوتبال است.